# Гум'єль-де-Ісан
Гум'єль-де-Ісан (ісп. Gumiel de Izán) — муніципалітет в Іспанії, у складі автономної спільноти Кастилія-і-Леон, у провінції Бургос. Населення — 636 осіб (2010).
Муніципалітет розташований на відстані близько 150 км на північ від Мадрида, 65 км на південь від Бургоса.

## Демографія
Динаміка населення (INE ):

## Галерея зображень

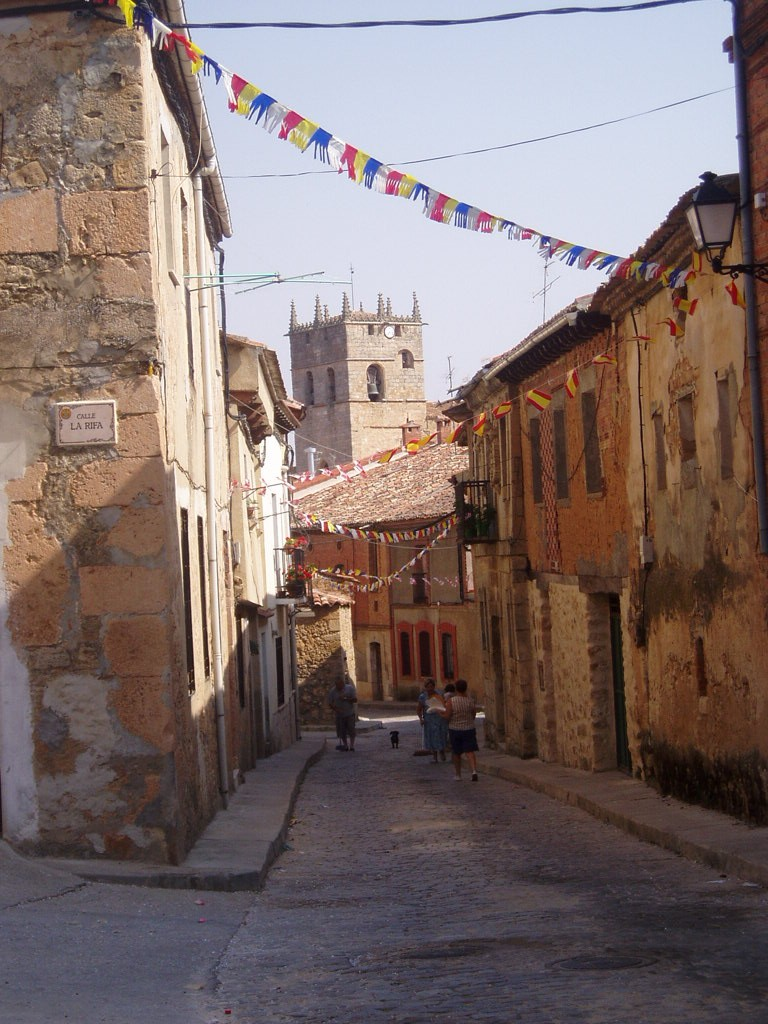
Вулиця Кальє-Реаль і дзвіниця церкви
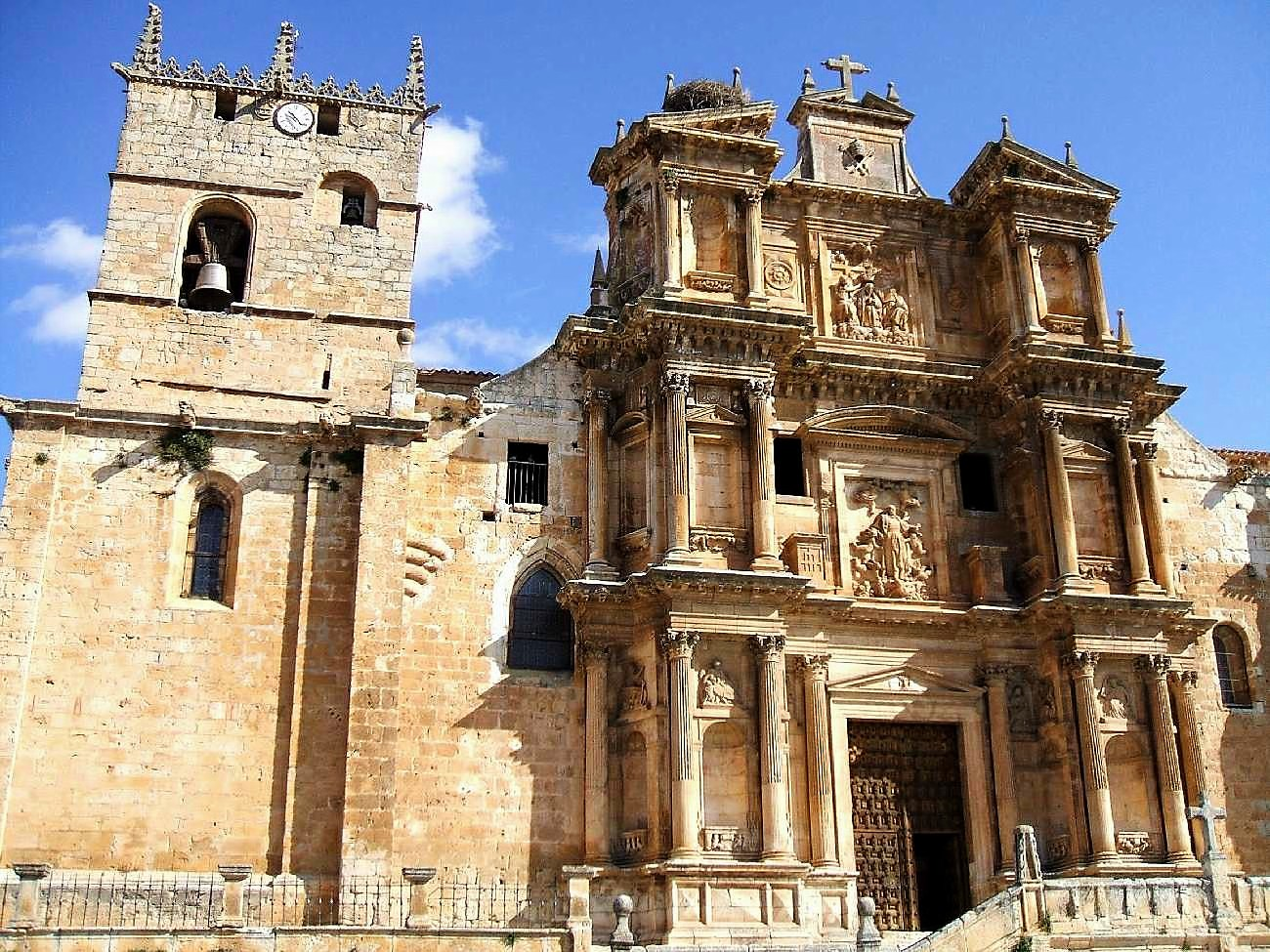
Церква Санта-Марія-де-ла-Асунсьйон